# Городок (песня Анжелики Варум)
«Городо́к» — песня Анжелики Варум, которую написал её отец Юрий Варум на слова Кирилла Крастошевского. Стала лейтмотивом программы «Городок».

## История
Ах, как хочется вернуться,
Ах, как хочется ворваться в городок
На нашу улицу в три дома,
Где всё просто и знакомо, на денёк,
Где без спроса входят в гости,
Где нет зависти и злости — милый дом,
Где рождение справляют
И навеки провожают всем двором...
Музыка написана в 1992 году отцом Анжелики — Юрием Варумом. Слова песни написал поэт Кирилл Крастошевский на гастролях в США в приступе ностальгии по своему дому в Кратове. В 1994 году вышла в финал «Песни-94».

## Передача «Городок»
Впервые песня прозвучала в 12-м выпуске «Городка», «Коммуналка» (1994). Рассказывает Илья Олейников: 
Помню, приходит один из наших сотрудников и говорит, что абсолютно случайно услышал в магазине песню «Городок» в исполнении Анжелики Варум. Характер песни очень подходил к теме ближайшего выпуска «Городка», и было решено наложить её на финальные титры программы. «Когда мы поняли, что благодаря этой песенке программа приобрела некий лирический оттенок, то решили сделать её лейтмотивом передачи.
Поскольку «Закон об авторском праве и смежных правах» появился 9 июля 1993 года, самой исполнительнице Анжелике Варум позвонили из «Городка» только через полгода после 12-го выпуска. Оказалось, она давно в курсе, что её песня используется в финале передачи, и не имеет никаких претензий. Вопрос был решён по-джентльменски. Теперь, когда Анжелика исполняет песню «Городок» на концертах, зал дружно аплодирует, ассоциируя композицию с телепрограммой. Личная встреча Ильи Олейникова и Юрия Стоянова с певицей Варум впервые состоялась на съёмках новогоднего «Огонька». До этого артистам никогда видеться не приходилось.

## Рейтинги
В результате проведённого в 2015 году журналом «Русский репортёр» социологического исследования, текст песни занял 61-е место в топ-100 самых популярных в России стихотворных строк, включающем, в числе прочего, русскую и мировую классику.